# چشمه سفیدآب
سفیدآب چشمه‌ای در جنوب غربی پارک ملی کویر، در شمال دهستان کویر شهرستان آران و بیدگل است، و از کوهپایهٔ شمالی کوه سفیدآب می‌جوشد. پاسگاه محیط‌بانی و ایستگاه لرزه‌نگاری سفیدآب در کنار این چشمه قرار دارند؛ و از کنار این پاسگاه راه‌های قصر بهرام، قلعه کرشاهی و مرنجاب می‌گذرند.
کوه سفیدآب در کرانهٔ جنوب شرقی دریاچهٔ نمک جای گرفته‌است. چشمهٔ دیگری به‌نام چشمهٔ آب باریک در کوهپایهٔ جنوبی آن روان است. در بالادست این کوه، کوه تلبور جای‌گرفته‌است، و از میان این‌دو گسلهٔ مرنجاب می‌گذرد.

## گذشته
سفیدآب در مسیر شاه‌راه اصفهان فرح‌آباد بود. در کنار این چشمه کاروانسرایی بود، که با خاک یکسان شده‌است. آب چشمه در جویی به درازای ۱۵۰۰ متر به‌سوی کاخ سفیدآب روان بود؛ و پس از گذشتن از کاخ، باغی در کنار آن را آبیاری می‌کرد. شاه عباس ساخت کاروانسرای پای چشمه و همچنین راه کاروانروی سفیدآب–مرنجاب را در واپسین سال پادشاهی‌اش آغاز کرد.
| 1 | کاروانسرای سفیدآب    |
| 2 | کاروانسرای مرنجاب    |
| 3 | کاروانسرای عین‌الرشید |
| 4 | کاروانسرای قصر بهرام |

| 5 | کاروانسرای لکاب          |
| 6 | سیاه‌کوه                  |
| 7 | کوه‌های یخ‌آب (کوه کرشاهی) |
| 8 | دیر گچین                 |

| 1 | کاروانسرای سفیدآب    |
| 2 | کاروانسرای مرنجاب    |
| 3 | کاروانسرای عین‌الرشید |
| 4 | کاروانسرای قصر بهرام |

| 5 | کاروانسرای لکاب          |
| 6 | سیاه‌کوه                  |
| 7 | کوه‌های یخ‌آب (کوه کرشاهی) |
| 8 | دیر گچین                 |

دو راه از این چشمه تا سیاه‌کوه گذرگاه کاروانها بود. تا رباط لکاب در کرانهٔ شرقی سیاه‌کوه گذرگاهی برای فصول بارانی بود، و راه کوتاه‌تر و پهن‌تر دیگری در کنارهٔ دریاچهٔ نمک از حوض کلاک می‌گذشت و به کاروانسرای عین‌الرشیدی می‌رسید.

## یادداشت
1. ↑  اقامتگاه شاهی، امروزه کاروانسرای سفیدآب نام دارد